# Каменка (Мелєнковський район)
Каменка (рос. Каменка) — присілок у Мелєнковському районі Владимирської області Російської Федерації.
Входить до складу муніципального утворення Даниловське сільське поселення. Населення становить 13 осіб (2010).

## Історія
Присілок розташований на землях фіно-угорського народу мещери.
Від 10 квітня 1929 року належить до Мелєнковського району, утвореного спочатку у складі Івановської промислової області, а відтак від 14 серпня 1944 року у складі новоутвореної Владимирської області.
Згідно із законом від 11 травня 2005 року входить до складу муніципального утворення Даниловське сільське поселення.

## Населення
| 1859 | 1897 | 1905 | 1926 | 2002 | 2010 |
| ---- | ---- | ---- | ---- | ---- | ---- |
| 328  | ↗510 | ↗625 | ↗787 | ↘99  | ↘13  |